# Hérépian
Hérépian település Franciaországban, Hérault megyében. Lakosainak száma 1559 fő (2022. január 1.). Hérépian Les Aires, Bédarieux, Cabrerolles, Faugères, Lamalou-les-Bains, Taussac-la-Billière és Villemagne-l’Argentière községekkel határos.

## Népesség
A település népességének változása:
| Lakosok száma | 1135 | 1157 | 1241 | 1446 | 1483 | 1540 | 1518 | 1515 | 1526 | 1559 |
|               | 1968 | 1982 | 1990 | 2006 | 2011 | 2016 | 2017 | 2019 | 2020 | 2022 |